# 셀린 패러치
셀린 패러치(영어: Celine Farach, 1997년 8월 22일 ~ )은 미국의 모델, 가수이다.
플로리다주 마이애미에서 과테말라 출신의 가수인 바네사 스파츠(Vanessa Spatz)와 레바논계 미국인 아버지의 딸로 태어났다. 마이애미에서 어린 시절을 보냈고 18세 시절에 캘리포니아주로 이주했다. 그에게는 2명의 형제인 조너선 패러치(Jonathan Farach), 크리스토퍼 패러치(Christopher Farach)가 있다.
어린 시절부터 모델로 활동했지만 나중에 가수로도 활동했고 미국보다는 아시아에서 높은 인기를 받았다. 또한 섹시한 몸매, 화려한 외모로 인해 인스타그램에서 높은 인기를 받았고 그의 인스타그램 팔로워 수만 114만 명에 달한다. 2022년 2월에는 사진가인 캐머런 유래닉(Cameron Uranick)과 결혼했다.